# Betty Bi: Mission
Betty Bi: Mission ist ein deutscher Pornofilm mit der tschechischen Pornodarstellerin Betty Bi, der 2006 als DVD veröffentlicht wurde. Er ist eine Mischung aus Militär- und Agentenfilm mit pornografischen Szenen. Er galt als eine der bis dato aufwändigsten deutschen Produktionen und wurde vom Label Erosmedia produziert. Die ORGAZMIK-Redaktion wählte ihn zum „besten Spielfilmporno“ des Jahres.

## Handlung
Das Sonderkommando unter der Leitung von Major Betty Bi startet eine Mission im Irak. Sie bekommen die Aufgabe, bei einer Nacht- und Nebel-Operation in eine, von militanten Abtrünnigen der ehemaligen Ostblockländer beherrschten, Militäranlage einzudringen. Die Festung wird von dem neurotischen Kommandanten Heinrich „der Oberst“ Gruber befehligt. Zusammen mit ihren beiden Gefährten Gerry Stone und Stelle Detard übernimmt Betty Bi diesen Auftrag, der bereits am Anfang ein Fehlschlag zu sein droht. Die drei Freunde werden überwältigt und separat inhaftiert. Nun beginnt für sie eine Odyssee durch die Welt der Verhöre, des Schmerzes und der Demütigung, doch auch ekstatischer Lust.